# Трояны (Мазовецкое воеводство)
Трояны (пол. Trojany) — деревня в Польше. Расположена в Мазовецком воеводстве, в Воломинском повете, в коммуне Домбровка.
Находится в 15 км на северо-восток от Воломина и в 36 км на северо-восток от Варшавы.
Население — 520 человек (2011), 490 человек (2017).

## История
Во второй половине 16-го века в Каменецком повете Мазовецкого воеводства была расположена дворянская усадьба Лясково-Трояны. В 1975–1998 годах Трояны входили в состав Остроленкского воеводства.

## Инфраструктура
Через Трояны проходит скоростная автомагистраль S-8.